# Llista d'obres de Joan Llimona
La llista d'obres de Joan Llimona és molt extensa: al llarg de tota la seva carrera professional va realitzar al voltant de tres-centes obres. La major part van ser pintures de petit i de gran format, així com pintura mural. També va realitzar una nombrosa quantitat de dibuixos preparatoris i alguns cartells publicitaris.

## Obra datada
| Títol                                                   | Any  | Localització                                     | Material                            | Dimensions        |
| ------------------------------------------------------- | ---- | ------------------------------------------------ | ----------------------------------- | ----------------- |
| Episodi de la Tragèdia de Hamlet                        | 1881 | Museu Nacional d'Art de Catalunya                | Oli sobre tela                      | 178 x 282 cm.     |
| Retrat de l'avi, Joan Llimona                           | 1880 | Col·lecció particular                            | Oli sobre tela                      | 109 x 75 cm.      |
| Dona sobre una barca                                    | 1880 | Col·lecció particular                            | Oli sobre fusta                     | 22 x 17 cm.       |
| Cases del carrer Dellaba, Venècia                       | 1883 | Museu Nacional d'Art de Catalunya                | Oli sobre tela                      | 44 x 56,5 cm.     |
| Interior de Sant Marc, Venècia                          | 1883 | Col·lecció particular                            | Oli sobre tela                      | 36 x 53 cm.       |
| L'Espera                                                | 1882 | Col·lecció particular                            | Oli sobre tela                      | 37 x 56 cm.       |
| Capdellant                                              | 1883 | Col·lecció particular                            | Oli sobre tela                      | 32 x 26 cm.       |
| Cap d'estudi                                            | 1885 | Museu Nacional d'Art de Catalunya                | Oli sobre tela                      | 46 x 35 cm.       |
| Vell a la presó                                         | 1883 | Col·lecció particular                            | Oli sobre tela                      | 148 x 186 cm.     |
| Retrat de D. Francisco Salva Campillo                   | 1886 | Museu Nacional d'Art de Catalunya                | Oli sobre tela                      | 120 x 88 cm.      |
| Interior d'un molí                                      | 1887 | Col·lecció particular                            | Oli sobre tela                      | 98 x 131 cm.      |
| Cuina catalana                                          | 1887 | Col·lecció particular                            | Oli sobre tela                      | 74 x 110 cm.      |
| Fent mitges vora la finestra                            | 1889 | Col·lecció particular                            | Oli sobre tela                      | 103 x 68 cm.      |
| Figura femenina amb mantellina blanca                   | 1889 | Col·lecció particular                            | Oli sobre tela                      | 105 x 75 cm.      |
| Paisatge                                                | 1890 | Col·lecció particular                            | Oli sobre tela                      | 455 x 355 cm.     |
| Dalt del terrat                                         | 1891 | Col·lecció particular                            | Oli sobre tela                      | 119 x 95 cm.      |
| Figura en un interior                                   | 1891 | Col·lecció particular                            | Oli sobre tela                      | 78 x 42 cm.       |
| La Devota                                               | 1891 | Museu Nacional d'Art de Catalunya                | Oli sobre tela                      | 100 x 67 cm.      |
| Apunt de Verge amb el Nen                               | 1894 | Col·lecció particular                            | Oli sobre tela                      | 36 x 45 cm.       |
| Interior de l'església romànica de Terrassa             | 1894 | Col·lecció particular                            | Oli sobre tela                      | 75 x 60 cm.       |
| Darreres pasqües                                        | 1896 | Col·lecció particular                            | Oli sobre tela                      | 65 x 82 cm.       |
| Prop del riu                                            | 1895 | Col·lecció particular                            | Oli sobre tela                      | 96 x 63 cm.       |
| Marta i Maria                                           | 1895 | Col·lecció particular                            | Oli sobre tela                      | 124 x 174 cm.     |
| Figura asseguda (esbós per Marta i Maria)               | 1885 | Col·lecció particular                            | Oli sobre tela                      | 46 x 38,5 cm.     |
| Crist mort                                              | 1895 | Col·lecció particular                            | Oli sobre tela                      | 19 x 43 cm.       |
| Nostra Senyora de la Mercè                              | 1895 | Col·lecció particular                            | Oli sobre tela                      | 115 x 46 cm.      |
| Tornant del tros                                        | 1896 | Museu Nacional d'Art de Catalunya                | Oli sobre tela                      | 174 x 248 cm.     |
| La noia del ventall                                     | 1897 | Col·lecció particular                            | Oli sobre tela                      | 65 x 43 cm.       |
| Pintures del cambril de Nostra Senyora de Montserrat    | 1898 | Basílica de Montserrat                           | Oli sobre teles superposades al mur | Mesures variables |
| La núvia                                                | 1898 | Col·lecció particular                            | Oli sobre tela                      | 61 x 39 cm.       |
| Àngel portant el cos d'una nena al cel                  | 1900 | Museu Nacional d'Art de Catalunya                | Oli sobre tela                      | 380 x 200 cm.     |
| Pasturant                                               | 1901 | Museu Nacional d'Art de Catalunya                | Oli sobre tela                      | 555 x 777 cm.     |
| La novícia                                              | 1898 | Museu Nacional d'Art de Catalunya                | Oli sobre tela                      | 96 x 66,5 cm.     |
| Miracle de Sant Felip Neri                              | 1901 | Església dels Filipins de l'Oratori de Barcelona | Oli sobre tela                      |                   |
| San Felip Neri amb els nens                             | 1902 | Església dels Filipins de l'Oratori de Barcelona | Oli sobre tela                      |                   |
| Esbós per a la figura de Sant Felip Neri                | 1898 | Col·lecció particular                            | Oli sobre tela                      | 21 x 19,5 cm.     |
| Fris de la capella de les Germanetes dels pobres de Vic | 1902 | Capella de les Germanetes dels pobres de Vic     | Oli sobre teles superposades al mur |                   |
| Al·legoria de la Música                                 | 1902 | Palau de la Música Catalana                      | Oli sobre tela superposada al mur   |                   |
| Sarrià                                                  | 1903 | Col·lecció particular                            | Oli sobre tela                      |                   |
| Crist crucificat                                        | 1904 | Claustre del convent de l'Escorial de Vic        | Oli sobre tela superposada al mur   | 110 x 150 cm.     |
| Decoració del menjador de la Casa Recolons              | 1905 | Casa Recolons (C/Roselló, 192)                   | Oli sobre tela                      |                   |
| Nota de Montserrat                                      | 1905 | Col·lecció particular                            | Oli sobre fusta                     | 25 x 20 cm.       |
| La carta                                                | 1905 | Museu Nacional d'Art de Catalunya                | Oli sobre tela                      | 59 x 78,5 cm.     |
| L'esposa                                                | 1907 | Museu Nacional d'Art de Catalunya                | Oli sobre tela                      | 100 x 82 cm.      |
| El somni de la innocència                               | 1910 | Col·lecció particular                            | Oli sobre tela                      | 103 x 82 cm.      |
| Tríptic decoratiu del Palau de la Justícia de Barcelona | 1912 | Palau de la Justícia de Barcelona                | Oli sobre tela                      |                   |
| Camí de la cova                                         | 1912 | Col·lecció particular                            | Oli sobre tela                      | 63 x 44 cm.       |
| Baldaquí de l'església de Santa Maria de Ripoll         | 1912 | Museu de Ripoll                                  | Oli sobre tela                      |                   |
| Camí de la moixina                                      | 1912 | Col·lecció particular                            | Oli sobre cartró                    | 34 x 41 cm.       |
| Camps de pastura                                        | 1912 | Museu Nacional d'Art de Catalunya                | Oli sobre tela                      | 36 x 46,5 cm.     |
| Jugant sobre la sorra                                   | 1912 | Col·lecció particular                            | Oli sobre tela                      | 48 x 69 cm.       |
| Cala Sant Francesc                                      | 1913 | Col·lecció particular                            | Oli sobre tela                      | 81 x 60 cm.       |
| Capvespre                                               | 1913 | Museu Nacional d'Art de Catalunya                | Oli sobre tela                      | 115 x 135 cm.     |
| Pollancreda                                             | 1913 | Col·lecció particular                            | Oli sobre cartró                    | 36 x 44 cm.       |
| Paisatge d'Olot                                         | 1914 | Col·lecció particular                            | Oli sobre tela                      | 35 x 44 cm.       |
| Camps de Fajol                                          | 1915 | Col·lecció particular                            | Oli sobre cartró                    | 36 x 43,5 cm.     |
| La Moixina                                              | 1915 | Col·lecció particular                            | Oli sobre tela                      | 60 x 81 cm.       |
| Barques a Blanes                                        | 1915 | Col·lecció particular                            | Oli sobre tela                      | 51 x 68 cm.       |
| Nota d'Olot                                             | 1915 | Col·lecció particular                            | Oli sobre cartró                    | 44 x 60 cm.       |
| Noc d'en cols                                           | 1916 | Col·lecció particular                            | Oli sobre tela                      | 67 x 62 cm.       |
| Paisatge (Pollancreda)                                  | 1917 | Col·lecció particular                            | Oli sobre tela                      | 50 x 71 cm.       |
| L'estanyol                                              | 1918 | Col·lecció particular                            | Oli sobre cartró                    | 37 x 44 cm.       |
| Noies prop d'un riu                                     | 1923 | Col·lecció particular                            | Oli sobre tela                      |                   |
| Cercant un llibre                                       | 1918 | Col·lecció particular                            | Oli sobre tela                      | 100 x 65 cm.      |
| Garrofers                                               | 1919 | Museu Nacional d'Art de Catalunya                | Oli sobre cartró                    | 53 x 71 cm.       |
| Conversió                                               | 1919 | Museu Nacional d'Art de Catalunya                | Oli sobre tela                      | 137 x 118 cm.     |
| El safareig                                             | 1920 | Col·lecció particular                            | Oli sobre tela                      | 65 x 82 cm.       |
| Figura en blau                                          | 1920 | Col·lecció particular                            | Oli sobre tela                      | 60 x 44 cm.       |
| El marge                                                | 1920 | Col·lecció particular                            | Oli sobre cartró                    | 35 x 51 cm.       |
| El safareig                                             | 1921 | Museu Nacional d'Art de Catalunya                | Oli sobre tela                      | 147 x 162 cm.     |
| Burriach                                                | 1922 | Col·lecció particular                            | Oli sobre cartró                    | 45 x 65 cm.       |
| Miracles de Sant Josep Oriol                            | 1923 | Parròquia de Santa Anna de Barcelona             | Oli sobre tela aplicat sobre fusta  | 160 x 60 cm.      |
| Maria amb el nen                                        | 1923 | Col·lecció particular                            | Oli sobre tela                      |                   |
| ¡La guerra!                                             | 1922 | Museu Nacional d'Art de Catalunya                | Oli sobre tela                      | 156 x 207 cm.     |
| La mare del vicari                                      | 1923 | Foment de Pietat de Barcelona                    | Oli sobre tela                      | 115 x 90 cm.      |
| Caterina                                                | 1923 | Col·lecció particular                            | Oli sobre cartró                    | 27 x 19,5 cm.     |
| Capella de Nostra Senyora de Loreto                     | 1923 | Nostra Senyora de Loreto, Bràfim                 | Oli sobre tela superposada al mur   |                   |
| Carretera de Vilassar                                   | 1924 | Col·lecció particular                            | Oli sobre cartró                    | 35 x 43 cm.       |
| Des de la finestra (Vilassar)                           | 1925 | Col·lecció particular                            | Oli sobre cartró                    | 35 x 44 cm.       |

## Obra sense datar
| Títol                             | Localització                                 | Material         | Dimensions        |
| --------------------------------- | -------------------------------------------- | ---------------- | ----------------- |
| Bust de dona                      | Museu Nacional d'Art de Catalunya            | Oli sobre tela   | 59,5 x 45,5 cm.   |
| Dona romana                       | Col·lecció particular                        | Oli sobre tela   | 27 x 37 cm.       |
| Guerrer                           | Col·lecció particular                        | Oli sobre tela   | 36 x 45 cm.       |
| Noia pescant                      | Museu Nacional d'Art de Catalunya            | Oli sobre tela   | 70 x 48 cm.       |
| Noia amb un pot de confitura      | Col·lecció particular                        | Oli sobre tela   | 119 x 79 cm.      |
| Barquer                           | Col·lecció particular                        | Oli sobre tela   | 43 x 27 cm.       |
| Interior d'església rural         | Museu Nacional d'Art de Catalunya            | Oli sobre tela   | 36 x 26 cm.       |
| El primer fill                    | Col·lecció particular                        | Oli sobre tela   | 66 x 55 cm.       |
| Figures en un jardí               | Col·lecció particular                        | Oli sobre tela   | 144 x 132 cm.     |
| La Puntaire                       | Col·lecció particular                        | Oli sobre tela   | 68 x 45 cm.       |
| Males notícies                    | Col·lecció particular                        | Oli sobre tela   | 76 x 55 cm.       |
| Retrat de Don Carles Pirozzini    | Col·lecció particular                        | Oli sobre tela   | 69 x 84 cm.       |
| Jove asseguda llegint una carta   | Museu Nacional d'Art de Catalunya            | Oli sobre taula  | 38,5 x 24 cm.     |
| La carta                          | Col·lecció particular                        | Oli sobre tela   | 103 x 84 cm.      |
| Figura llegint                    | Museu Nacional d'Art de Catalunya            | Oli sobre tela   | 61 x 50 cm.       |
| Figura                            | Museu Víctor Balaguer                        | Oli sobre tela   | 35 x 26,5 cm.     |
| Dona asseguda en gris             | Col·lecció particular                        | Oli sobre tela   | 72 x 58 cm.       |
| Cap femení                        | Museu Víctor Balaguer                        | Oli sobre tela   | 37 x 27 cm.       |
| Dona adormida                     | Col·lecció particular                        | Oli sobre tela   | 46 x 38 cm.       |
| Cap de nena                       | Col·lecció particular                        | Oli sobre tela   | 36 x 26 cm.       |
| Figura inclinada omplint un jerro | Col·lecció particular                        | Oli sobre cartró | 46 x 32 cm.       |
| Retrat d'Apel·les Mestres         | Col·lecció particular                        | Oli sobre tela   | 129 x 97 cm.      |
| Retaule Biblioteca Balmes         | Biblioteca Balmes de Barcelona               | Oli sobre taula  | Mesures variables |
| Imatge del Sagrat Cor             | Biblioteca Balmes de Barcelona               | Oli sobre tela   | 120 x 83 cm.      |
| Sedes Sapientiae                  | Saló d'actes, Biblioteca Balmes de Barcelona | Oli sobre tela   | 180 x 100 cm.     |
| Roba estesa                       | Col·lecció particular                        | Oli sobre tela   | 28,5 x 40 cm.     |
| Estany de Banyoles                | Col·lecció particular                        | Oli sobre tela   | 70 x 98 cm.       |
| Noia travessant un riu            | Col·lecció particular                        | Oli sobre tela   | 68 x 38 cm.       |
| Paisatge pastoral                 | Col·lecció particular                        | Oli sobre tela   | 54 x 74 cm.       |
| Retrat d'Apel·les Mestres         | Col·lecció particular                        | Oli sobre tela   | 129 x 97 cm.      |

## Obra desapareguda o deslocalitzada
| Títol                                   | Any  | Localització                                      |
| --------------------------------------- | ---- | ------------------------------------------------- |
| Episodis de la vida de Sant Josep Oriol |      | Església de Santa Maria del Pi                    |
| Anunciació de Maria                     |      | Església de Santa Maria del Pi                    |
| Via Crucis                              |      | Convent de Nostra Senyora de Pompeia de Barcelona |
| La cuina catalana                       |      |                                                   |
| Els Emigrants                           | 1887 |                                                   |
| Chist!                                  | 1884 |                                                   |
| Venite, Prandete                        | 1895 |                                                   |
| Enterrament de Santa Àgueda             | 1915 |                                                   |

## Dibuixos
| Títol            | Any  | Localització                      | Material                                               | Dimensions      |
| ---------------- | ---- | --------------------------------- | ------------------------------------------------------ | --------------- |
| Bust de dona     | 1885 | Museu Nacional d'Art de Catalunya | Carbó                                                  | 36 x 28 cm.     |
| Dona amb cistell | 1907 | Museu Nacional d'Art de Catalunya | Carbó                                                  | 80 x 57 cm.     |
| Bust d'home      |      | Museu Nacional d'Art de Catalunya | Llapis, carbó i gouache                                | 36 x 28 cm.     |
| Dona estesa      |      | Museu Nacional d'Art de Catalunya | Carbó, llapis vermell i blau, clarió, sobre paper ocre | 37,3 x 49,4 cm. |
| Dona asseguda    | 1882 | Museu Nacional d'Art de Catalunya | Dibuix a la ploma sobre paper blanc                    | 14 x 19 cm.     |
| Academia         | 1883 | Museu Nacional d'Art de Catalunya | Dibuix a la ploma sobre paper blanc                    | 45 x 20 cm.     |
| Empúries         | 1883 | Museu Nacional d'Art de Catalunya | Carbó                                                  | 52 x 99 cm.     |

## Cartells publicitaris
| Títol                                                                              | Altres dades |
| ---------------------------------------------------------------------------------- | --- |
| Cartell "Exposició del Círcol Artístic de Sant Lluc"                               | Cartell per a l'exposició celebrada entre el 4 i el 15 de març de 1897 a la Sala Parés.                                                                     |
| Cartells de "Vino «La Monja», especial para enfermos"                              | Fotografies dels dos projectes a l'Arxiu Fotogràfic de Barcelona; no es conserven al Museu Nacional tal com algunes referències bibliogràfiques fan constar |
| Cartell "Exposició Internacional d'Indústries Eléctriques i les seves aplicacions" | Fotografia del projecte a l'Arxiu Fotogràfic de Barcelona (?); no es conserva al Museu Nacional d'Art de Catalunya tal com s'indica en algunes referències. |